# Саканоуе
Саканоуе (яп. 坂上氏, Саканоуе-сі) — один з найбільш відомих та впливових родів іноземного походження в середньовічній Японії. Відігравав помітну роль у зовнішній політиці та військовій справі протягом періоду Нара й на початку періоду Хейан.

## Історія
Походив від нащадків Янь-вана, сина імператора китайської династії Пізня Хань Лін-ді. Ачжі, нащадок Лін-ді у 13 поколінні разом з сім'ю ханськими родами через Корейський півострів прибув до Японії, де оселився в повіті Ханокума провінції Ямато. За легендою тут отримав від імператора Одзіна прізвище Аті-но-омі, проте напевне це відбулося в середині VI століття, а не IV ст., коли правив Одзін. Аті-но-омі став засновником роду Ямато-но-ая-удзі (東漢氏).
Ханьці того часу володіли більш високими, порівняно з яматосцями, технологічними знаннями і навичками, які і привезли з собою, а тому, влаштувавшись на новому місці, вони не тільки стали завідувати різними ремісничими справами: плавка заліза та виробництво озброєнь, кераміки, ткацтво, — а й активно залучалися до державного управління, військової справи, дипломатії тощо. Представники роду Ямато-но-ая-удзі традиційно працювали зброярами і служили у війську (в давнину ці функції часто поєднувалися). Одна з перших відомих постатей в цьому роду — Яматоноая-но Кома, наближений гвардієць всевладного сановника Соґа но Умако, що за наказом свого господаря вбив імператора Сусюна, що став надто самостійним.
У 690-х роках рід Саканоуе відокремився разом з іншими родами від Яматоноая-удзі, ставши самостійним кланом. Прізвище Саканоуе («Верх пагорба») походить від первинного місця проживання голову роду. Першим, хто отримав прізвище був Саканоуе но Тейкоку. Починаючи з нього представники роду обрали військову професію, брали участь у численних військових походах проти емісі на сході та півночі Хонсю. Втім найбільшими військовими здібностями уславився Саканоуе но Тамурамаро. Сини останнього Саканоуе но Ооно, Саканоуе но Хіроно, Саканоуе но Хіро і Саканоуе но Кійоно стали засновниками окремих гілок роду. Перша гілка припинила існування у 3-му поколінні. Найбільше уславилися нащадки Кійоно.
Протягом усього періодів Нара і Хейан представники роду обіймали посади в гвардії та війську, а також в міністерствах, хоча не досягали вищих посад й членства в Вищій державній раді (дайдзьокані). В період Камакура низка представників досягла міністерських посад. Деякі представники клану брали участь у заколоті Тайра но Масакадо. Обіймали посади в гвардії до кінця XVI століття. Також серед членів роду Саканоуе були відомі літератори й поети, насамперед Саканоуе но Коренорі.

## Відомі представники
- Саканоуе но Інукаі (682—765), союзник Фудзівара но Накамаро
- Саканоуе но Карітамаро, тідзюфу-сьогун
- Саканоуе но Тамурамаро, 1-й тайсей-сьогун
- Саканоуе но Кацутака, військовик Тайра но Масакадо
- Саканоуе но Коренорі, відомий поет періоду Хейан, один з «Тридцяти шести безсмертних поетів»
- Саканоуе но Мотікі, відомий поет, член «П'ятірки грушового павільйону»
- Саканоуено Канесіге, міністр покарань XII ст.